# Язід II (ширваншах)
Язід II [یزید دوم شروانشاه] (д/н—1027) — 10-й ширваншах в 991—1027 роках, дербентський емір в 1019—1021 та 1023—1024 роках. Вважається останнім представником Маз'ядидів й першим з династії Кесранідів, хоча інші дослідники вважають таким його сина Манучехра I.

## Життєпис
Походив з династії Маз'ядидів. Син ширваншаха Ахмада I. Після смерті брата Мухаммада IV в 991 році успадкував трон ширваншахів.
Невдовзі продовжив війну проти дербентського еміра Маймуна, що зумів відновитися на троні. У 992 році війська Ширвану зазнали поразки від шекінського війська, яке захопило Кабалу. У 998 році Язід II доручив всі державні справи синам Аббаса з Барди — Абд ал-Азізу і Абд аль-Самаду. Водночас вимушений був протистояти гянджийському еміру Фазлу I Шеддадиду, а також придушувати численні повстання в середині своєї держави. В результаті було втрачено важливе місто Бердаа, а також посилилися місцеві володарі, родичі ширваншаха.
У 999 році ширваншах захопив фортецю Гурзул. У тому ж році відновив війну проти Дербентського емірату, де трон посів Лашкарі I. Останній вдерся до володінь Ширвану, але в битві біля Шабарану війська Язіда II здобули перемогу. У полон було взято брата Лашкарі I — Абу Насра.
Після смерті еміра Лашкарі I в 1002 році, жителі Дербента попросили у ширваншаха відпустити Абу Насра, щоб той посів трон. У відповідь ширваншахом були поставлені умови, що Абу Наср пошлюбить його доньку, а Язід II отримує право на відновлення Дербентської фортеці. В цьому ширваншаху було відновлено. У відповідь Язід II наказав стратити Абу Насра.
У 1019 році жителі Дербента повстали проти еміра Мансура I і, вигнавши його, передали місто під управління ширваншаха. Він відновив фортецю і розмістив там свою залогу. Втім у 1021 році Мансур I за допомогою сарірського вхрарзан-шаха Бухт-Їшо знову опановує Дербентським еміратом. У 1023 році Язід II за допомогою населення знову захопив Дербент. У листопаді 1024 року Мансур I знову опановує дербентською фортецею.
У 1025 року син ширваншаха — Ануширван, скориставшись тим, що батько перебував в фортеці Гурзул, повстав проти нього. Втім доволі швидко повстання було придушено, Ануширвана запроторено до в'язниці, де той помер від спраги та голоду. Язід II помер в 1027 році. Трон успадкував син Манучехр I.